# Shotgun Jones
Pour plus de détails, voir Fiche technique et Distribution.
Shotgun Jones est un film muet américain réalisé par Colin Campbell et sorti en 1914.

## Fiche technique
- Titre : Shotgun Jones
- Réalisation : Colin Campbell
- Scénario : Bertha Muzzy Sinclair
- Production : William Selig
- Société de production : Selig Polyscope Company
- Société de distribution : General Film Company
- Pays d'origine :  États-Unis
- Langue : Anglais
- Format : Noir et blanc — 35 mm — 1,33:1 — Son : Muet
- Genre : Western
- Durée : 20 minutes
- Dates de sortie : 
  -  États-Unis : 27 avril 1914

## Distribution
- Wheeler Oakman
- Jack McDonald
- Frank Clark
- Hoot Gibson
- Bessie Eyton
- Fernando Galvez
- William Elmer
- Joseph W. Girard
- Tom Mix
- Old Blue, le cheval de Tom Mix